# Alfred Aufdenblatten
Alfred Aufdenblatten (ur. 12 listopada 1897 w Zermatt, zm. 17 czerwca 1975 tamże) – wspinacz, przewodnik narciarski, biegacz narciarski oraz biathlonista. Uczestniczył w Zimowych Igrzyskach Olimpijskich 1924 w Chamonix.
Aufdenblatten wspólnie z kolegami z reprezentacji wywalczył złoty medal w rywalizacji drużyn w zawodach patrolu wojskowego na igrzyskach w Chamonix. Ponadto brał udział także w biegu na 50 km, którego nie ukończył.